# Halikko

Wappen der ehemaligen Gemeinde Halikko

Halikko [ˈhɑlikːɔ] ist eine ehemalige Gemeinde im Südwesten Finnlands. Anfang 2009 wurde sie in die Stadt Salo eingemeindet.

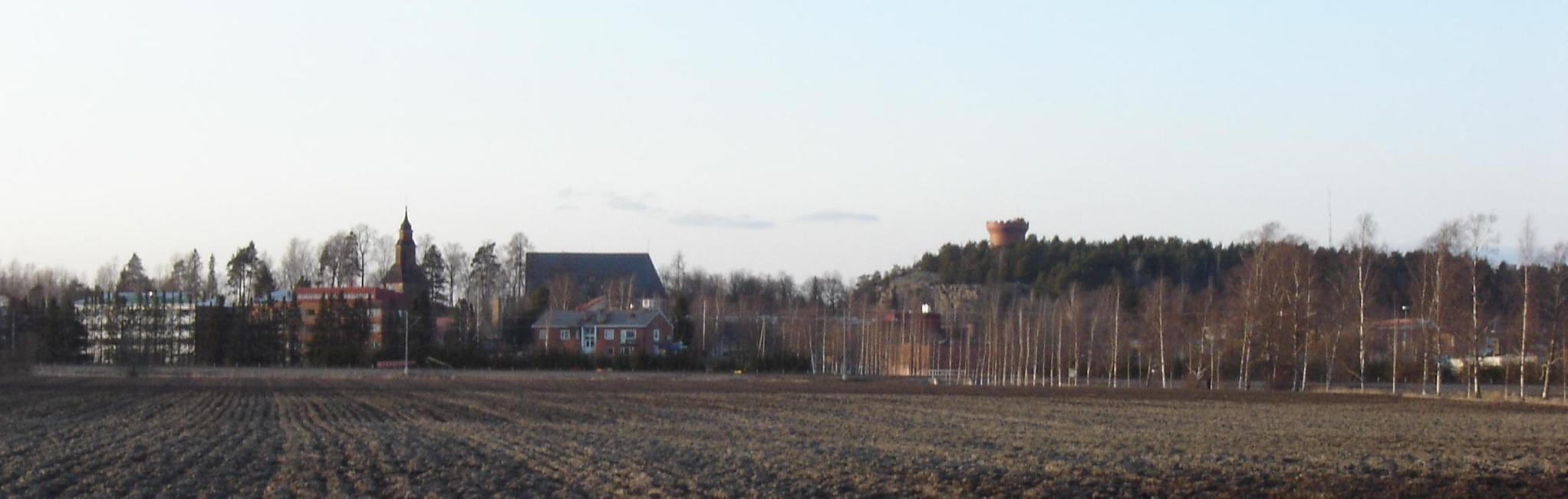
Das Ortszentrum von Halikko

Halikko liegt in der Landschaft Varsinais-Suomi am Unterlauf des Flusses Halikonjoki rund drei Kilometer von der Kernstadt von Salo entfernt. Die Staatsstraße 1 von Turku (48 km westlich) nach Helsinki (117 km östlich) führt durch den Ort. Das ehemalige Gemeindegebiet von Halikko hatte eine Fläche von 358,73 km². Im Süden hatte die Gemeinde Anteil an der Küste der Meeresbucht Halikonlahti. Auch ein kleineres Gebiet an der Nordostspitze der Insel Kimitoön gehörte zu Halikko. Die Einwohnerzahl der Gemeinde betrug zuletzt 9788. Die Gemeinde war einsprachig finnischsprachig.
Hauptsehenswürdigkeit Halikkos ist die Kirche von Halikko. Die mittelalterliche Feldsteinkirche wurde um 1470 erbaut und 1812–1814 in eine Kreuzkirche umgebaut. Die Holzkirche von Angelniemi auf der Insel Kimitoön stammt aus dem Jahr 1772, daneben gibt es im Dorf Vaskio eine moderne Kirche.
Die erste urkundliche Erwähnung von Halikko stammt aus dem Jahr 1313. Der Hafen Rikala im Gebiet von Halikko war aber schon während der Eisenzeit ein wichtiger Handelsort gewesen. Archäologische Funde weisen auf Handelskontakte mit den Wikingern hin. Im 14. Jahrhundert entstanden die ersten Gutshöfe in Halikko. 1967 wurde die Gemeinde Angelniemi eingemeindet. Zum Jahresbeginn 2009 wurde Halikko zusammen mit den acht Gemeinden Kiikala, Kisko, Kuusjoki, Muurla, Perniö, Pertteli, Särkisalo und Suomusjärvi nach Salo eingemeindet.